# Lijst van kardinalen gecreëerd door paus Benedictus XVI
Hieronder volgt een lijst van kardinalen gecreëerd door paus Benedictus XVI.

## Consistorievan 24 maart 2006
| Naam                                | Ambt ten tijde van creatie                                                                             | Land             | Rang               | Titeldiakonie/-kerk                                     |
| ----------------------------------- | --- | ---------------- | ------------------ | ------------------------------------------------------- |
| William Levada                      | prefect van de Congregatie voor de Geloofsleer                                                         | Verenigde Staten | kardinaal-diaken   | Santa Maria in Domnica                                  |
| Franc Rode, C.M.                    | prefect van de Congregatie voor de Instituten van Gewijd Leven en Gemeenschappen van Apostolisch Leven | Slovenië         | kardinaal-diaken   | San Francesco Saverio alla Garbatella                   |
| Agostino Vallini                    | prefect van de Hoogste Rechtbank van de Apostolische Signatuur                                         | Italië           | kardinaal-diaken   | San Pier Damiani ai Monti di San Paolo                  |
| Jorge Liberato Urosa Savino         | aartsbisschop van Caracas                                                                              | Venezuela        | kardinaal-priester | Santa Maria ai Monti                                    |
| Gaudencio Borbon Rosales            | aartsbisschop van Manilla                                                                              | Filipijnen       | kardinaal-priester | Santissimo Nome di Maria in Via Latina                  |
| Jean-Pierre Ricard                  | aartsbisschop van Bordeaux                                                                             | Frankrijk        | kardinaal-priester | Sant'Agostino                                           |
| Antonio Cañizares Llovera           | aartsbisschop van Toledo                                                                               | Spanje           | kardinaal-priester | Sint-Pancratiusbasiliek                                 |
| Nicholas Cheong Jin-suk             | aartsbisschop van Seoel                                                                                | Zuid-Korea       | kardinaal-priester | Santa Maria Immacolata di Lourdes a Boccea              |
| Seán Patrick O'Malley O.F.M.        | aartsbisschop van Boston                                                                               | Verenigde Staten | kardinaal-priester | Santa Maria della Vittoria                              |
| Stanisław Dziwisz                   | aartsbisschop van Krakau                                                                               | Polen            | kardinaal-priester | Santa Maria del Popolo                                  |
| Carlo Caffarra                      | aartsbisschop van Bologna                                                                              | Italië           | kardinaal-priester | San Giovanni dei Fiorentini                             |
| Joseph Zen Ze-Kiun                  | aartsbisschop van Hongkong                                                                             | China            | kardinaal-priester | Santa Maria Madre del Redentore a Tor Bella Monaca      |
|                                     | |                  |                    |                                                         |
| Andrea Cordero Lanza di Montezemolo | aartspriester van de Basiliek van Sint-Paulus buiten de Muren                                          | Italië           | kardinaal-diaken   | Santa Maria in Campitelli                               |
| Peter Poreku Dery                   | aartsbisschop-emeritus van Tamale                                                                      | Ghana            | kardinaal-diaken   | Sant'Elena fuori Porta Prenestina                       |
| Albert Vanhoye S.J.                 | rector-emeritus van het Pauselijk Bijbelinstituut                                                      | Frankrijk        | kardinaal-diaken   | Santa Maria della Mercede e Sant'Adriano a Villa Albani |

## Consistorie van 24 november 2007
| Naam                          | Ambt ten tijde van creatie | Land             | Rang                | Titeldiakonie/-kerk                                        |
| ----------------------------- | --- | ---------------- | ------------------- | ---------------------------------------------------------- |
| Leonardo Sandri               | prefect van de Congregatie voor de Oosterse Kerken                                                                                   | Argentinië       | kardinaal-diaken    | San Carlo ai Catinari                                      |
| John Patrick Foley            | kardinaal-pro-Grootmeester van de Orde van het Heilig Graf van Jeruzalem                                                             | Verenigde Staten | kardinaal-diaken    | San Sebastiano al Palatino                                 |
| Giovanni Lajolo               | prefect van de Pauselijke Commissie voor de Staat Vaticaanstad                                                                       | Italië           | kardinaal-diaken    | Santa Maria Liberatrice a Monte Testaccio                  |
| Paul Josef Cordes             | prefect van de Pauselijke Raad "Cor Unum"                                                                                            | Duitsland        | kardinaal-diaken    | San Lorenzo in Piscibus                                    |
| Angelo Comastri               | aartspriester van de Basilica-major van Sint-Pieter vicaris-generaal voor de staat Vaticaanstad prefect van de Fabrica di St. Pietro | Italië           | kardinaal-diaken    | San Salvatore in Lauro                                     |
| Stanisław Ryłko               | prefect van de Pauselijke Raad voor de Leken                                                                                         | Polen            | kardinaal-diaken    | Sacro Cuore di Cristo Re                                   |
| Raffaele Farina, S.D.B        | archivaris en Bibliothecaris van de Heilige Roomse Kerk                                                                              | Italië           | kardinaal-diaken    | San Giovanni della Pigna                                   |
| Agustín Garcia-Gasco Vicente  | aartsbisschop van Valencia | Spanje           | kardinaal-priester  | San Marcello al Corso                                      |
| Seán Baptist Brady            | aartsbisschop van Armagh | Ierland          | kardinaal-priester  | Santi Quirico e Giulitta                                   |
| Lluís Martínez Sistach        | aartsbisschop van Barcelona | Spanje           | kardinaal-priester  | Sint-Sebastiaan buiten de Muren                            |
| André Vingt-Trois             | aartsbisschop van Parijs | Frankrijk        | kardinaal-priester  | San Luigi dei Francesi                                     |
| Angelo Bagnasco               | aartsbisschop van Genua | Italië           | kardinaal-priester  | Gran Madre di Dio                                          |
| Théodore-Adrien Sarr          | aartsbisschop van Dakar | Senegal          | kardinaal-priester  | Santa Lucia a Piazza d'Armi                                |
| Oswald Gracias                | aartsbisschop van Bombay | India            | kardinaal-priester  | San Paolo della Croce a Corviale                           |
| Francis Robles Ortega         | aartsbisschop van Monterrey | Mexico           | kardinaal-priester  | Santa Maria della Presentazione                            |
| Daniel Nicholas DiNardo       | aartsbisschop van Galveston-Houston                                                                                                  | Verenigde Staten | kardinaal-priester  | Sant'Eusebio                                               |
| Odilo Pedro Scherer           | aartsbisschop van São Paulo | Brazilië         | kardinaal-priester  | Sant'Andrea al Quirinale                                   |
| John Njue                     | aartsbisschop van Nairobi | Kenia            | kardinaal-priester  | Preziosissimo Sangue di Nostro Signore Gesù Cristo         |
|                               | |                  |                     |                                                            |
| Emmanuel III Delly            | patriarch van Babylon (Chaldeeuws-Katholieke Kerk)                                                                                   | Irak             | kardinaal-patriarch | -                                                          |
| Giovanni Coppa                | apostolisch nuntius-emeritus | Italië           | kardinaal-diaken    | San Lino                                                   |
| Estanislao Karlic             | aartsbisschop-emeritus van Paraná | Argentinië       | kardinaal-priester  | Santa Beata Maria Vergine Addolorata a piazza Buenos Aires |
| Urbano Navarrete Cortés, S.J. | rector-emeritus van de Pontificia Università Gregoriana                                                                              | Spanje           | kardinaal-diaken    | San Ponziano                                               |
| Umberto Betti, O.F.M.         | rector-emeritus van de Pauselijke Lateraanse Universiteit                                                                            | Italië           | kardinaal-diaken    | Santi Vito, Modesto e Crescenzia                           |

## Consistorie van 20 november 2010
| Naam                                   | Ambt ten tijde van creatie                                                        | Land             | Rang                | Titeldiakonie/-kerk                         |
| -------------------------------------- | --------------------------------------------------------------------------------- | ---------------- | ------------------- | ------------------------------------------- |
| Angelo Amato                           | prefect van de Congregatie voor de Heiligverklaringen                             | Italië           | kardinaal-diaken    | Santa Maria in Aquiro                       |
| Antonios Naguib                        | patriarch van Alexandrië van de Koptisch-Katholieke Kerk                          | Egypte           | kardinaal-patriarch | -                                           |
| Robert Sarah                           | prefect van de Pauselijke Raad "Cor Unum"                                         | Guinee           | kardinaal-diaken    | San Giovanni Bosco in via Tuscolana         |
| Francesco Monterisi                    | aartspriester van de Pauselijke Basiliek van Sint-Paulus buiten de Muren          | Italië           | kardinaal-diaken    | Sint-Paulus buiten de Muren                 |
| Fortunato Baldelli                     | grootpenitentiarius                                                               | Italië           | kardinaal-diaken    | Sant'Anselmo all'Aventino                   |
| Raymond Leo Burke                      | prefect van de Hoogste Rechtbank van de Apostolische Signatuur                    | Verenigde Staten | kardinaal-diaken    | Sant'Agata dei Goti                         |
| Kurt Koch                              | prefect van de Pauselijke Raad ter Bevordering van de Eenheid van de Christenen   | Zwitserland      | kardinaal-diaken    | Nostra Signora del Sacro Cuore              |
| Paolo Sardi                            | vice-camerlengo van de Heilige Roomse Kerk                                        | Italië           | kardinaal-diaken    | Santa Maria Ausiliatrice in Via Tuscolana   |
| Mauro Piacenza                         | prefect van de Congregatie voor de Clerus                                         | Italië           | kardinaal-diaken    | San Paolo alle Tre Fontane                  |
| Velasio De Paolis                      | prefect van de Prefectuur voor de Economische Zaken van de Heilige Stoel          | Italië           | kardinaal-diaken    | Gesù Buon Pastore alla Montagnola           |
| Gianfranco Ravasi                      | prefect van de Pauselijke Raad voor de Cultuur                                    | Italië           | kardinaal-diaken    | San Giorgio in Velabro                      |
| Medardo Joseph Mazombwe                | aartsbisschop-emeritus van Lusaka                                                 | Zambia           | kardinaal-priester  | Sant'Emerenziana a Tor Fiorenza             |
| Raúl Eduardo Vela Chiriboga            | aartsbisschop-emeritus van Quito                                                  | Ecuador          | kardinaal-priester  | Santa Maria in Via                          |
| Laurent Monsengwo Pasinya              | aartsbisschop van Kinshasa                                                        | Congo-Kinshasa   | kardinaal-priester  | Santa Maria Regina Pacis in Ostia mare      |
| Paolo Romeo                            | aartsbisschop van Palermo, (Italië)                                               | Italië           | kardinaal-priester  | Santa Maria Odigitria dei Siciliani         |
| Donald William Wuerl                   | aartsbisschop van Washington                                                      | Verenigde Staten | kardinaal-priester  | San Pietro in Vincoli                       |
| Raymundo Damasceno Assis               | aartsbisschop van Aparecida                                                       | Brazilië         | kardinaal-priester  | Immacolata al Tiburtino                     |
| Kazimierz Nycz                         | aartsbisschop van Warschau                                                        | Polen            | kardinaal-priester  | San Martino ai Monti                        |
| Albert Malcolm Ranjith Patabendige Don | aartsbisschop van Colombo                                                         | Sri Lanka        | kardinaal-priester  | San Lorenzo in Lucina                       |
| Reinhard Marx                          | aartsbisschop van München-Freising                                                | Duitsland        | kardinaal-priester  | San Corbiniano                              |
|                                        |                                                                                   |                  |                     |                                             |
| José Manuel Estepa Llaurens            | aartsbisschop-emeritus van het militair ordinariaat                               | Spanje           | kardinaal-priester  | San Gabriele Arcangelo all'Acqua Traversa   |
| Elio Sgreccia                          | bisschop, emeritus-prefect van de Pauselijke Academie voor het Leven              | Italië           | kardinaal-diaken    | Sant'Angelo in Pescheria                    |
| Walter Brandmüller                     | priester, emeritus-prefect van het Pauselijk Comité voor de Geschiedwetenschappen | Duitsland        | kardinaal-diaken    | San Giuliano dei Fiamminghi                 |
| Domenico Bartolucci                    | priester, emeritus-dirigent van de Cappella Musicale Pontificia                   | Italië           | kardinaal-diaken    | Santissimo Nome di Gesù e Maria in Via Lata |

## Consistorie van 18 februari 2012
| Naam                       | Ambt ten tijde van creatie                                                                             | Land             | Rang               | Titeldiakonie/-kerk                                     |
| -------------------------- | --- | ---------------- | ------------------ | ------------------------------------------------------- |
| Fernando Filoni            | prefect van de Congregatie voor de Evangelisatie van de Volkeren                                       | Italië           | kardinaal-diaken   | Nostra Signora di Coromoto in San Giovanni di Dio       |
| Manuel Monteiro de Castro  | grootpenitentiarius van de Apostolische Penitentiarie                                                  | Portugal         | kardinaal-diaken   | San Domenico di Guzman                                  |
| Santos Abril y Castelló    | aartspriester van de Pauselijke Aartsbasiliek van de Heilige Maria de Meerdere                         | Spanje           | kardinaal-diaken   | San Ponziano                                            |
| Antonio Maria Vegliò       | president van de Pauselijke Raad voor Pastorale Zorg van Migranten en Reizigers                        | Italië           | kardinaal-diaken   | San Cesareo in Palatio                                  |
| Giuseppe Bertello          | president van de Pauselijke Commissie voor de Staat Vaticaanstad                                       | Italië           | kardinaal-diaken   | Santi Vito, Modesto e Crescenzia                        |
| Francesco Coccopalmerio    | president van de Pauselijke Raad voor de Wetteksten                                                    | Italië           | kardinaal-diaken   | San Giuseppe dei Falegnami                              |
| João Braz de Aviz          | prefect van de Congregatie voor de Instituten van Gewijd Leven en Gemeenschappen van Apostolisch Leven | Brazilië         | kardinaal-diaken   | Sant'Elena fuori Porta Prenestina                       |
| Edwin Frederick O'Brien    | grootmeester van de Orde van het Heilig Graf                                                           | Verenigde Staten | kardinaal-diaken   | San Sebastiano al Palatino                              |
| Domenico Calcagno          | president van de Administratie van het Patrimonium van de Heilige Stoel                                | Italië           | kardinaal-diaken   | Annunciazione della Beata Vergine Maria a Via Ardeatina |
| Giuseppe Versaldi          | prefect van de Prefectuur voor de Economische Zaken van de Heilige Stoel                               | Italië           | kardinaal-diaken   | Sacro Cuore di Gesù a Castro Pretorio                   |
| George Alencherry          | grootaartsbisschop van Ernakulam-Angamaly, India (Syro-Malabar-Katholieke Kerk)                        | India            | kardinaal-priester | San Bernardo alle Terme                                 |
| Thomas Christopher Collins | aartsbisschop van Toronto, Canada                                                                      | Canada           | kardinaal-priester | San Patrizio                                            |
| Dominik Duka, O.P          | aartsbisschop van Praag, Tsjechië                                                                      | Tsjechië         | kardinaal-priester | Santi Marcellino e Pietro                               |
| Wim Eijk                   | aartsbisschop van Utrecht, Nederland                                                                   | Nederland        | kardinaal-priester | San Callisto                                            |
| Giuseppe Betori            | aartsbisschop van Florence, Italië                                                                     | Italië           | kardinaal-priester | San Marcello                                            |
| Timothy Michael Dolan      | aartsbisschop van New York, Verenigde Staten                                                           | Verenigde Staten | kardinaal-priester | Nostra Signora di Guadalupe a Monte Mario               |
| Rainer Maria Woelki        | aartsbisschop van Berlijn, Duitsland                                                                   | Duitsland        | kardinaal-priester | San Giovanni Maria Vianney                              |
| John Tong Hon              | bisschop van Hongkong, China                                                                           | China            | kardinaal-priester | Regina Apostolorum                                      |
|                            | |                  |                    |                                                         |
| Lucian Mureşan             | grootaartsbisschop van Făgăraş şi Alba Iulia, Roemenië (Roemeense Grieks-Katholieke Kerk)              | Roemenië         | kardinaal-diaken   | Sant'Atanasio                                           |
| Julien Ries                | priester van het bisdom Namen, België; titulair aartsbisschop van Bellicastrum                         | België           | kardinaal-diaken   | Sant’Antonio di Padova a Circonvallazione Appia         |
| Prospero Grech, O.S.A.     | priester-Augustijn; titulair aartsbisschop van San Leone                                               | Malta            | kardinaal-diaken   | Santa Maria Goretti                                     |
| Karl Josef Becker, S.J.    | priester-Jezuïet                                                                                       | Duitsland        | kardinaal-diaken   | San Giuliano Martire                                    |

## Consistorie van 24 november 2012
| Naam                        | Ambt ten tijde van creatie                                                    | Land             | Rang                | Titeldiakonie/-kerk                  |
| --------------------------- | ----------------------------------------------------------------------------- | ---------------- | ------------------- | ------------------------------------ |
| James Michael Harvey        | aartspriester van de basiliek van Sint-Paulus buiten de Muren                 | Verenigde Staten | kardinaal-diaken    | San Pio V a Villa Carpegna           |
| Béchara Boutros Raï         | patriarch van Antiochië en het gehele Oosten, (Maronitische Kerk)             | Libanon          | kardinaal-patriarch | -                                    |
| Baselios Cleemis Thottunkal | grootaartsbisschop-katholikos van Trivandrum (Syro-Malankara-Katholieke Kerk) | India            | kardinaal-priester  | San Gregorio VII                     |
| John Olorunfemi Onaiyekan   | aartsbisschop van Abuja                                                       | Nigeria          | kardinaal-priester  | San Saturnino                        |
| Rubén Salazar Gómez         | aartsbisschop van Bogotá                                                      | Colombia         | kardinaal-priester  | San Gerardo Maiella                  |
| Luis Antonio Tagle          | aartsbisschop van Manilla                                                     | Filipijnen       | kardinaal-priester  | San Felice da Cantalice a Centocelle |